# Elena of Avalor
Elena d'Ávalor és una sèrie de dibuixos animats que es començà a emetre el 22 de juliol de 2016 a Disney Channel. La sèrie és sobre una princesa llatina i la seva família. Elena of Avalor té lloc en el mateix univers de la sèrie La princesa Sofia. Una pel·lícula televisiva amb el títol d’Elena and the Secret of Avalor es va emetre la tardor de 2016, on s'explica com Elena va ser atrapada per un amulet màgic durant dècades abans de ser alliberada per la Princesa Sofia.